# Kunda
El kunda (Chikunda) és una llengua bantu de Zimbabwe i Zàmbia, amb alguns milers de parlants a Moçambic.
Hi ha un pidgin chikunda extingit que antigament es va fer servir en el comerç.